# لاکهید ایکس-۷
لاکهید ایکس-۷ (به انگلیسی: Lockheed X-7)(ملقب به «دودکش پرنده») یک پروژه تحقیقاتی بدون سرنشین برای بررسی موتورهای رم‌جت و سامانه‌های هدایت موشک بود. ایکس-۷ در آن زمان با ثبت سرعت ۴/۳ ماخ (۴۶۴۰ کیلومتر بر ساعت) رکورد دار سرعت برای وسیله‌های پرنده با تنفس هوا بود.